# The New Scooby and Scrappy Doo Show
The New Scooby and Scrappy Doo Show američki je animirani serijal, šesti iz serije Scooby Doo, stvoren u studiju Hanna-Barbera i premijerno prikazivan na televizijskoj postaji ABC od 10. rujna 1983. do 1. prosinca 1984. Uključuje 26 epizoda raspoređenih u 2 sezone, s tim da je u drugoj sezoni preimenovan u The New Scooby Doo Mysteries.
Svaka 22-minutna epizoda sastavljena je od dviju kraćih 11-minutnih epizoda.
Kao novinari tinejdžerskoga časopisa, zagonetke rješavaju Scooby Doo, Scrappy Doo, Shaggy i Daphne, koja je nakon četiri godine vraćena u ekipu. U nekim epizodama druge sezone pojavljuju se i Fred i Velma.

## Glasovi
- Don Messick kao Scooby Doo i Scrappy Doo
- Casey Kasem kao Shaggy Rogers
- Heather North kao Daphne Blake
- Frank Welker kao Fred Jones (neke epizode 2. sezone)
- Marla Frumkin kao Velma Dinkley (neke epizode 2. sezone)

## Popis epizoda
| Broj                                                      | Naziv                                                     | Naziv                                                     |
| PRVA SEZONA (1983.) – The New Scooby and Scrappy Doo Show | PRVA SEZONA (1983.) – The New Scooby and Scrappy Doo Show | PRVA SEZONA (1983.) – The New Scooby and Scrappy Doo Show |
| --------------------------------------------------------- | --------------------------------------------------------- | --------------------------------------------------------- |
| 01                                                        | Scooby the Barbarian                                      | No Sharking Zone                                          |
| 02                                                        | Scoobygeist                                               | The Quakmire Quake Caper                                  |
| 03                                                        | The Hound of the Scoobyvilles                             | The Dinosaur Deception                                    |
| 04                                                        | The Creature from the Chem Lab                            | No Thanks Masked Manx                                     |
| 05                                                        | Scooby of the Jungle                                      | Scooby-Doo and Cyclops, Too                               |
| 06                                                        | Scooby-Roo                                                | Scooby’s Gold Medal Gambit                                |
| 07                                                        | Wizards and Warlocks                                      | Scoobsie 8                                                |
| 08                                                        | The Mark of Scooby                                        | Crazy Carnival Caper                                      |
| 09                                                        | Scooby and the Minotaur                                   | Scooby Pinch Hits                                         |
| 10                                                        | The Fall Dog                                              | The Scooby Coupe                                          |
| 11                                                        | Who’s Minding the Monster?                                | Scooby a La Mode                                          |
| 12                                                        | Where’s Scooby Doo?                                       | Where’s Scooby Doo?                                       |
| 13                                                        | Wedding Bell Boos                                         | Wedding Bell Boos                                         |
| DRUGA SEZONA (1984.) – The New Scooby Doo Mysteries       |                                                           |                                                           |
| 14                                                        | Happy Birthday, Scooby-Doo                                | Happy Birthday, Scooby-Doo                                |
| 15                                                        | Scooby’s Peephole Pandemonium                             | The Hand of Horror                                        |
| 16                                                        | Scoo-Be or Not Scoo-Be?                                   | The Stoney Glare Scare                                    |
| 17                                                        | Mission Un-Doo-Able                                       | The Bee Team                                              |
| 18                                                        | A Code in the Nose                                        | Doom Service                                              |
| 19                                                        | Ghosts of the Ancient Astronauts                          | Ghosts of the Ancient Astronauts                          |
| 20                                                        | The Night of the Living Toys                              | South Pole Vault                                          |
| 21                                                        | A Halloween Hassle at Dracula’s Castle                    | A Halloween Hassle at Dracula’s Castle                    |
| 22                                                        | A Night Louse at the White House                          | A Night Louse at the White House                          |
| 23                                                        | The ’Dooby Dooby Doo’ Ado                                 | Showboat Scooby                                           |
| 24                                                        | Sherlock Doo                                              | Sherlock Doo                                              |
| 25                                                        | A Scarey Duel With a Cartoon Ghoul                        | E*I*E*I*O                                                 |
| 26                                                        | A Nutcracker Scoob                                        | A Nutcracker Scoob                                        |

## DVD izdanja u Hrvatskoj

### Distribucija Continental film
- Sretan strašnodan, Scooby Doo! (jedna epizoda: 14)
- Scooby Doo i kosturi (dvije epizode: 11a i 11b)
- Scooby Doo i strašni karneval (jedna epizoda: 8b)

## Vanjske poveznice
- The All New Scooby and Scrappy-Doo Show (IMDb)
- The New Scooby-Doo Mysteries (IMDb)